# کریستین لل
کریستین لل (انگلیسی: Christian Lell؛ زادهٔ ۲۹ اوت ۱۹۸۴) بازیکن فوتبال اهل آلمان است.
از باشگاه‌هایی که در آن بازی کرده‌است می‌توان به باشگاه فوتبال بایرن مونیخ ۲، باشگاه فوتبال کلن، باشگاه فوتبال لوانته، باشگاه فوتبال هرتابرلین، و باشگاه فوتبال بایرن مونیخ اشاره کرد.
وی همچنین در تیم‌های ملی فوتبال زیر ۲۰ سال آلمان و زیر ۲۱ سال آلمان بازی کرده‌است.